# 高知大空襲
高知大空襲（こうちだいくうしゅう）は、大東亜戦争末期の1945年（昭和20年）7月4日未明に高知県高知市が受けた空襲のこと。なお、ここでは高知が受けたその他の空襲についても解説する。

## 概要
1945年7月3日午後4時23分（日本時間）、マリアナ諸島のグアム・サイパン・テニアンの3島4基地から、姫路・高松・徳島、そして高知への爆撃のためアメリカ陸軍航空軍第21爆撃集団所属の501機のB-29爆撃機が出撃し、硫黄島を経由して、それぞれの都市へと向かった。
翌日未明、第73爆撃団のB-29が125機、高知市上空に飛来。午前1時52分から同2時52分までに、1060.8米トンの焼夷弾を投下した。
死者401人、重傷95人、軽傷194人、不明22人、罹災人口40,737人。罹災面積4,186,446平方m、全焼壊11,804戸、半焼壊108戸。

## アメリカ軍の作戦任務報告書による高知大空襲の爆撃データ

### ミッション 248
爆撃日時
1945年7月4日午前1時52分から同2時52分（日本時間）
爆撃目標
高知市（市街地）※資料写真では高知市本町二丁目3番地23前の路上が照準点
爆撃部隊
アメリカ陸軍航空軍、第21爆撃集団所属、第73爆撃団
航空機数
B-29 125機（1,527名）※先導機 12機を含む
投下した焼夷弾の種類、量
M69ナパーム弾（E46クラスター） 748.0米トン
M76・500ポンド大型ナパーム弾(AN-M76) 312.8米トン
計　1060.8米トン
その他の投下兵器
M46照明弾 20発
爆撃航程
室戸岬をIP（爆撃航程開始点）として高知市南東からレーダー進入
投下高度、照準方法
先導機 10,270～11,530フィート（約3,130～3,514メートル）、全機レーダー照準
爆撃機 10,300～11,500フィート（約3,139～3,505メートル）、目視爆撃10機・レーダー併用5機・レーダー爆撃98機
爆撃の成果
市街地の40%を焼失させた
アメリカ側損害
行方不明 1機（乗員13名不明）
負傷者 2名

## 最初の空襲
高知市が受けた初めての空襲は、1945年1月19日の夜、B-29爆撃機が神田地区の吉野に爆弾を投下した。3月4日には土佐湾に侵入投爆したと伝えられ、3月7日午前1時には桟橋通りに爆弾6個を投下され被害を受けた。3月19日にはグラマン戦闘機数十機が侵入、仁井田から香美郡日章村（現南国市）の海軍航空隊が攻撃を受けた。

## 大空襲直前
日本本土への空襲が激しさを増す中、高知市も6月になって1日、7日、15日、19日、22日、26日と6回にわたって空襲を受けた。22日には高知市の上空でB-29編隊のうち1機を地上砲火で撃墜した。

### 6月26日の空襲
昭和20年（1945年）6月26日、アメリカ陸軍航空軍 第21爆撃集団 第73爆撃団所属のB-29爆撃機1機が、午前9時19分 高知市常磐町（現在の二葉町）
に1トン爆弾を3個投下し、死亡6名・重傷7名・軽傷35名・建物全壊27戸・半壊110戸・小破111戸の被害を生じさせた。
この爆撃を行ったのは、同日に行われたミッション224・大阪砲兵工廠の攻撃に参加した120機のうちの1機である。トラブルが発生したため本来の目標を攻撃せずに、単独で高知上空に飛来した。爆弾槽にはM-66・2000ポンド（1トン）爆弾が7米トン積載され、その信管は本来の攻撃目標（ビルや工場）の破壊を想定した0.025秒の遅延設定がなされていた。
この爆撃について「（この4日前に高知市の対空砲で撃墜されたB-29の）報復的に高知市東部に大型爆弾を投下し、さらに高知市上空を旋回し、2回目の爆弾を投下したが浦戸湾に落ちたので被害はなかった」とする文献がある。
一方、アメリカ軍の作戦任務報告書は該当機に関して「機械の故障（Mechanical Failure）」または「飛行状況（Flight Conditions）」により予定を変更して、高知市を爆撃したものとしている。また同報告書で「（爆撃機のひとつが）前部爆弾倉とびらが故障しM-66爆弾4発を 水面上に投下して帰投した」と述べている。
なおこの日は、川崎航空機明石工場（兵庫県明石市）の攻撃に向かったミッション225の爆撃機のうち2機が、機械故障を理由に高知海軍航空隊飛行場に目標を変更して爆撃している。投下爆弾は4000ポンド（2トン）爆弾を各機3発、計12米トン。

## 最後の空襲
7月24日午前、B-29爆撃機1機が来襲、11トン爆弾3個を投下した。これが高知市が受けた最後の空襲である。

## 文化財への被害
これらの空襲で、高知城の一部が被害を受け、坂本龍馬の生家など江戸時代以来の高知市の貴重な街並みが失われた。

## 四国への空襲
- 四国では、徳島県の徳島市、香川県の高松市、愛媛県の松山市、宇和島市、今治市、新居浜市、八幡浜市などが無差別爆撃の被害を受けた。